# Каламос (мифология)
Каламос, Каламус  (др.-греч. Κάλαμος; лат. Calamus) — согласно греческой мифологии сын бога реки Меандр Меандроса.
Миф о нём изложен в «Деяниях Диониса» Нонна Панополитанского, а также в комментариях Сервия к Вергилию.
Согласно мифу Каламос и бог плодов Карпос любили друг друга. Но однажды, когда они соревновались в плавании на реке Меандр Карпос утонул. Убитый горем Каламос утопился вслед за любимым. Он превратился в водяной тростник, шорох на ветру которого интерпретировался как вздох скорби.
Уолт Уитмен в сборник стихов «Листья травы» (1860 год) включил цикл «Аир благовонный». Аир обыкновенный (лат. Ácorus cálamus) символизирует в «Листьях травы» постоянство и жизненную силу. Эти стихотворения стали одним из ярких памятников гомосексуальной поэзии.